# Nem vagyok itt
A Nem vagyok itt (eredeti cím: I'm Not Here) 2017-ben bemutatott amerikai filmdráma, amelyet Michelle Schumacher és Tony Cummings forgatókönyvéből Schumacher rendezett, vágott és készített. A főbb szerepekben J. K. Simmons, Sebastian Stan, Maika Monroe, Mandy Moore, Max Greenfield és Iain Armitage látható.
A film világpremierje 2017. szeptember 21-én volt a Raindance Filmfesztiválon, az Amerikai Egyesült Államokban 2019. március 8-án mutatta be a Gravitas Ventures.

## Cselekmény
A múltjának tragikus emlékeivel küszködve Steve elzárkózott a külvilágtól. Amikor a saját világában darabokra hullik, újra felidézi élete eseményeit, hogy megtudja, hogyan végezte egyedül és összetörve, miközben még mindig reménykedik.

## Szereplők
| Szerep        | Színész                     | Magyar hang       |
| ------------- | --------------------------- | ----------------- |
| Steve         | J. K. Simmons (idősként)    | Nem szólal meg    |
| Steve         | Sebastian Stan (fiatalként) | Moser Károly      |
| Steve         | Iain Armitage (gyerekként)  | Sándor Barnabás   |
| Karen         | Maika Monroe                | Andrusko Marcella |
| Anya          | Mandy Moore                 | Zsigmond Tamara   |
| Apa           | Max Greenfield              | Szabó Máté        |
| Trevor        | Jeremy Maguire              | Mayer Marcell     |
| Santana       | Harold Perrineau            | Kisfalusi Lehel   |
| Apa ügyvédje  | David Koechner              | Kapácsy Miklós    |
| Anya ügyvédje | Heather Mazur               | Ősi Ildikó        |
| Adam          | David Wexler                | Jakab Márk        |
| Bíró          | Tony Cummings               | Faragó András     |

### Magyar változat
- Magyar szöveg: Szép Veronika
- Hangmérnök: Csomár Zoltán
- Vágó: Kajdácsi Brigitta
- Gyártásvezető: Fehér József
- Szinkronrendező: Marton Bernadett

A szinkront a Mafilm Audio Kft. készítette el.

## A film készítése
2016 májusában bejelentették, hogy J. K. Simmons, Sebastian Stan, Maika Monroe, Max Greenfield, Mandy Moore, David Koechner, Harold Perrineau, Iain Armitage és Jeremy Maguire csatlakozott a szereplőgárdához, valamint a filmet saját és Tony Cummings forgatókönyvéből Michelle Schumacher rendezi. Schumacher, Randle Schumacher és Eric Radzan a Rubber Tree Productions nevű cégük által a producerek voltak.
A forgatás 23 napig tartott Los Angelesben. 2017 februárjában jelentették be, hogy Nima Fakhrara szerzi a film zenéjét.

## Bemutató
A film világpremierje 2017. szeptember 21-én volt a Raindance Filmfesztiválon. 2018. április 25-én a San Diegó-i Filmfesztiválon is bemutatták. 2019. március 8-án jelent meg a mozikban.

## Fogadtatás
A Rotten Tomatoes weboldalon 38%-os értékelést kapott 16 kritika alapján, az átlagos értékelése 4,97 pont a 10-ből. A Metacritic oldalán 9 kritika alapján 100-ból 45 pontott kapott, ami „vegyes vagy átlagos értékelést” eredményezett.